# Talpa stankovici
Talpa stankovici är en däggdjursart som beskrevs av V. Martino och E. Martino 1931. Talpa stankovici ingår i släktet mullvadar och familjen mullvadsdjur. IUCN kategoriserar arten globalt som livskraftig.
Artepitetet i det vetenskapliga namnet hedrar Siniša Stanković från Jugoslavien som hade ekologi som forskningsämne.
Denna mullvad förekommer i Albanien, sydvästra Bulgarien, Makedonien, Grekland och delar av angränsande stater. I bergstrakter når arten 2300 meter över havet. Talpa stankovici vistas i olika habitat där den kan gräva i jorden.

## Underarter
Arten delas in i följande underarter:
- T. s. montenegrina
- T. s. stankovici